# Jeżyczki (gromada)
Jeżyczki – dawna gromada, czyli najmniejsza jednostka podziału terytorialnego Polskiej Rzeczypospolitej Ludowej w latach 1954–1972.
Gromady, z gromadzkimi radami narodowymi (GRN) jako organami władzy najniższego stopnia na wsi, funkcjonowały od reformy reorganizującej administrację wiejską przeprowadzonej jesienią 1954 do momentu ich zniesienia z dniem 1 stycznia 1973, tym samym wypierając organizację gminną w latach 1954–1972.
Gromadę Jeżyczki z siedzibą GRN w Jeżyczkach utworzono – jako jedną z 8759 gromad na obszarze Polski – w powiecie sławieńskim w woj. koszalińskim na mocy uchwały nr 43/54 WRN w Koszalinie z dnia 5 października 1954. W skład jednostki weszły obszary dotychczasowych gromad Jeżyczki, Bukowo Morskie, Jeżyce, Porzecze i Przystawy ze zniesionej gminy Dobiesław w tymże powiecie. Dla gromady ustalono 19 członków gromadzkiej rady narodowej.
31 grudnia 1968 do gromady Jeżyczki włączono obszar zniesionej gromady Dobiesław w tymże powiecie.
1 stycznia 1969 do gromady Jeżyczki włączono tereny o łącznej powierzchni 448,46 ha z miasta Darłowo w tymże powiecie, stanowiące kompleks gruntów leśnych Nadleśnictwa Nowy Kraków.
Gromada przetrwała do końca 1972 roku, czyli do kolejnej reformy gminnej.